# Пероза Арђентина
Пероза Арђентина (итал. Perosa Argentina) је насеље у Италији у округу Торино, региону Пијемонт.
Према процени из 2011. у насељу је живело 2932 становника. Насеље се налази на надморској висини од 641 м.

## Становништво
Према резултатима пописа становништва 2011. у општини је живело 3.405 становника.
| 1931. | 1936. | 1951. | 1961. | 1971. | 1981. | 1991. | 2001. | 2011. |
| ----- | ----- | ----- | ----- | ----- | ----- | ----- | ----- | ----- |
| 3.619 | 4.020 | 4.693 | 4.524 | 4.528 | 4.324 | 3.929 | 3.731 | 3.405 |

## Партнерски градови
- Рутесхајм